# 分六煲棋
分六煲棋，因常用碗當棋盤，又稱六碗棋，是流傳於廣東茂名郊區的兩人棋類，是種播棋類，與當地附近流傳的四碗棋、五碗棋差別只在棋子數、棋洞數不同。

## 棋具
- 長方形棋盤，分為兩列各三小洞，兩方玩家共用。也可用六個碗代替。

- 初始佈置時，每個洞有五顆棋子。

## 規則
- 每回合玩家輪流行棋，從六個洞之一取出所有棋子，以順方向分配到其他的洞中，一洞分配一顆，直至分配完。當最後一顆棋子落下時，需從其第一順位棋洞取走所有棋子再以同方向進行分配，直到最後分投的棋子落下時其第一順位棋洞為空洞時方結束回合，並將第二順位棋洞的棋子全部取走，作為分數。

- 一方獲得超過總棋子數量一半時得勝。

## 變體
- 四碗棋：只使用四個碗，十三顆棋子。三個碗放四枚，一碗放一枚。下法同分六煲棋。

- 五碗棋：又稱梅花碗棋。只使用五個碗，十七或二十顆棋子。四個碗放四枚，一碗放一枚；或四個碗放五枚，一枚不放。下法同分六煲棋。[1]